# 北京巴基斯坦大使館學院
北京巴基斯坦大使館學院（Pakistan Embassy College Beijing；簡寫PECB）是一所位於中國北京市朝陽區三里屯的國際學校。1969年成立，並向4歲至19歲的學生提供教育 ，讓進入該校幼稚園的孩子能夠直升道到該校的高中部。
創建初名北京巴基斯坦學校（Pakistan School Beijing）。1970年，遷進一棟有14間教室的建築物。1975年成立高中部。1980年12月，該校搬進了目前的位置—巴基斯坦的大使館區。

## 學生群體
學校在2015年的時候，全校有400名學生在此就讀，其中有百分之四十的學生並非巴基斯坦籍學生，而是來自全世界56個國家的學生。

## 外部連結
- Pakistan Embassy College Beijing，存于

39°56′27″N 116°27′16″E / 39.94097°N 116.45438°E